# هاري هيلز
هاري هيلز (28 سبتمبر 1886 في المملكة المتحدة - ) (بالإنجليزية: Harry Hills)‏ هو لاعب كريكت بريطاني. لعب مع نادي مقاطعة ساسكس للكريكت ‏.

## وصلات خارجية
- هاري هيلز على موقع إي آس بي آن كريك إنفو (الإنجليزية)